# Freebola
«Freebola» es una canción interpretada por la banda de pop rock chilena Glup!, incluida originalmente en su primer álbum de estudio, 1999 (1999). El nombre de la canción es un acrónimo de las palabras ‘libre’ y ‘frívola’. Fue lanzada como sencillo debut de la banda en 1998 y se convirtió en un éxito instantáneo en Chile; debido a su tempo rápido, persistió como un clásico en las discotecas chilenas.

## En la cultura popular
- La canción fue parodiada en Zoolo TV, con el nombre de  Cambia tu Look.
- Fue también parodiada en El club de la comedia, con el nombre de Chica Lais.
- Está en el puesto n.o 71 en Rock & Pop: 20 años, 200 canciones.[1]

## Versión de Koko
Es el tercer sencillo del primer disco solista de Koko llamado Valiente. La canción fue lanzada en enero del 2011 bajo el nombre de Chica Light.